# Samson Lee
Pas d'image ? Cliquez ici

a Compétitions nationales et continentales officielles uniquement.

b Matchs officiels uniquement.
Dernière mise à jour le 14 décembre 2023.
Samson Lee, né le 30 novembre 1992 à Swansea au pays de Galles, est un joueur international gallois de rugby à XV. Il évolue au poste de pilier.

## Biographie
Samson Lee a connu des sélections avec l'équipe du pays de Galles de rugby à XV des moins de 20 ans.
Samson Lee fait ses débuts avec le pays de Galles lors des tests de fin d'année en novembre 2013, d'abord face à l'Argentine, puis contre les Tonga et enfin l'Australie, pour un bilan de deux victoires lors des premières rencontres et une défaite face aux Wallabies.
Présent lors de la tournée en Afrique du Sud de juin 2014, il dispute deux tests face aux Springboks. En fin d'année, il dispute quatre nouveaux tests, face à l'Australie, les Fidji, la Nouvelle-Zélande et pour la troisième fois de l'année l'Afrique du Sud.
Il joue son premier match dans le Tournoi lors de l'édition 2015 face à l'Angleterre. Lors de celui-ci, il reçoit un choc à la tête. Incapable de satisfaire à toutes les conditions du protocole commotion, il ne peut être aligné pour le match suivant. Par la suite, il est victime d'une déchirure partielle du tendon d'Achille, il manque la fin de la compétition,.
Samson Lee est retenu dans un groupe élargi de 47 joueurs pour la préparation de la Coupe du monde de rugby à XV 2015, annoncé par Warren Gatland.
Le 14 décembre 2023, il annonce prendre sa retraite après avoir été forcé à prendre cette décision à la suite de nombreuses blessures, dont la dernière subit en mars 2022 au tendon d'Achille.

## Statistiques internationales
Samson Lee compte un total de 45 capes disputées sous le maillot gallois, inscrivant un essai. Il obtient sa première sélection 16 novembre 2014 contre l'Argentine.
Il participe à cinq éditions du Tournoi des Six Nations, en 2015, 2016, 2017, 2018 et 2019.
Il participe à une édition de la Coupe du monde, en 2015 où il joue cinq rencontres, face à l'Uruguay, l'Angleterre, les Fidji, l'Australie et l'Afrique du Sud.
| Édition          | Rang | Résultats pays de Galles | Résultats Samson Lee | Matchs Samson Lee |
| ---------------- | ---- | ------------------------ | -------------------- | ----------------- |
| Six Nations 2015 | 3    | 4 v, 0 n, 1 d            | 2 v, 0 n, 1 d        | 3/5               |
| Six Nations 2016 | 2    | 3 v, 1 n, 1 d            | 3 v, 1 n, 1 d        | 5/5               |
| Six Nations 2017 | 5    | 2 v, 0 n, 3 d            | 2 v, 0 n, 3 d        | 5/5               |
| Six Nations 2018 | 2    | 3 v, 0 n, 2 d            | 2 v, 0 n, 2 d        | 4/5               |
| Six Nations 2019 | 1    | 5 v, 0 n, 0 d            | 2 v, 0 n, 0 d        | 2/5               |

Légende : v = victoire ; n = match nul ; d = défaite ; la ligne est en gras quand il y a Grand Chelem.

## Palmarès

### En province
- Vainqueur du Pro12 en 2017 avec les Scarlets.
- Finaliste du Pro14 en 2018 avec les Scarlets.

### En sélection nationale
- Vainqueur du Tournoi des Six Nations en 2019 (Grand Chelem) avec le pays de Galles.